# Bicrisia edwardsiana
Bicrisia edwardsiana är en mossdjursart som först beskrevs av d'Orbigny 1841.  Bicrisia edwardsiana ingår i släktet Bicrisia och familjen Crisiidae. Inga underarter finns listade i Catalogue of Life.